# کافه آبی
| بررسی انتقادی | بررسی انتقادی |
| منبع          | رتبه‌بندی      |
| ------------- | ------------- |
| AllMusic      | link          |

کافه آبی چهاردهمین جٌنگ استودیویی خواننده و ترانه‌سرای بریتانیایی کریس ریا است که در سال ۱۹۹۸ پخش شد. تک‌آهنگ‌های منتشر شده برای این جنگ «کافه آبی»، «به تو فکر می‌کنم»، «روز شیرین تابستانی» و «میخ مربعی، سوراخ گرد» بودند. همچنین در نسخه ژاپنی آن سه ترانه اضافی با نام‌های «کیوتو آبی»، «آمنو ناکانو کیرینو هرومتو» و «دم ساحل» نیز وجود داشت. این ششمین جنگ پیوسته کریس ریا بود که توانست وارد جدول «ده جنگ پرفروش بریتانیا» شود و در جایگاه دهم قرار بگیرد.

## فهرست ترانه
تمامی ترانه‌ها توسط کریس ریا نوشته شده است.
1. «میخ مربع، سوراخ گرد» - ۳:۵۸
2. «دلم برای بوسه‌ات تنگ شده» - ۴:۰۵
3. «سایه‌های مرد بزرگ» - ۴:۴۹
4. «از اینجا به کجا می‌رویم؟» - ۴:۳۲
5. «از وقتی تو را پیدا کردم» - ۴:۳۷
6. «به تو فکر می‌کنم» - ۳:۳۱
7. «تا زمانی که عشق تو را دارم» - ۴:۴۴
8. «هر کسی که کاملاً شبیه تو است» - ۴:۴۹
9. «روز شیرین تابستانی» - ۴:۴۵
10. «کنارت می‌مانم» - ۴:۰۵
11. «من هنوز ایستاده‌ام» - ۴:۵۵
12. «کافه آبی» - ۴:۴۹

ترانه نسخه ژاپنی
1. «آبی کیوتو» - ۴:۴۴
2. «آمینو ناکانو کیرونو هرومتو» – ۴:۱۲
3. «دم ساحل» - ۵:۰۳

## پیوست
1. ↑  "Tom Odell, Magnetised, Single - The BPI". Bpi.co.uk. Retrieved 3 June 2025.
2. ↑  Chris Rea - The Blue Cafe (به انگلیسی), 1998-02-25, retrieved 2023-06-12